# 霍爾斯維爾 (伊利諾伊州)
霍爾斯維爾（英語：Hallsville）是位於美國伊利諾伊州德威特縣的一個非建制地區。該地的面積和人口皆未知。

## 地理
霍爾斯維爾的座標為40°09′03″N 89°05′34″W / 40.15083°N 89.09278°W，而該地的平均海拔高度為227米（即745英尺）。